# جيمس هايوارد
جيمس هايوارد (بالإنجليزية: James Hayward)‏ هو رسام أمريكي، ولد في 1943.